# Wallace i Gromit

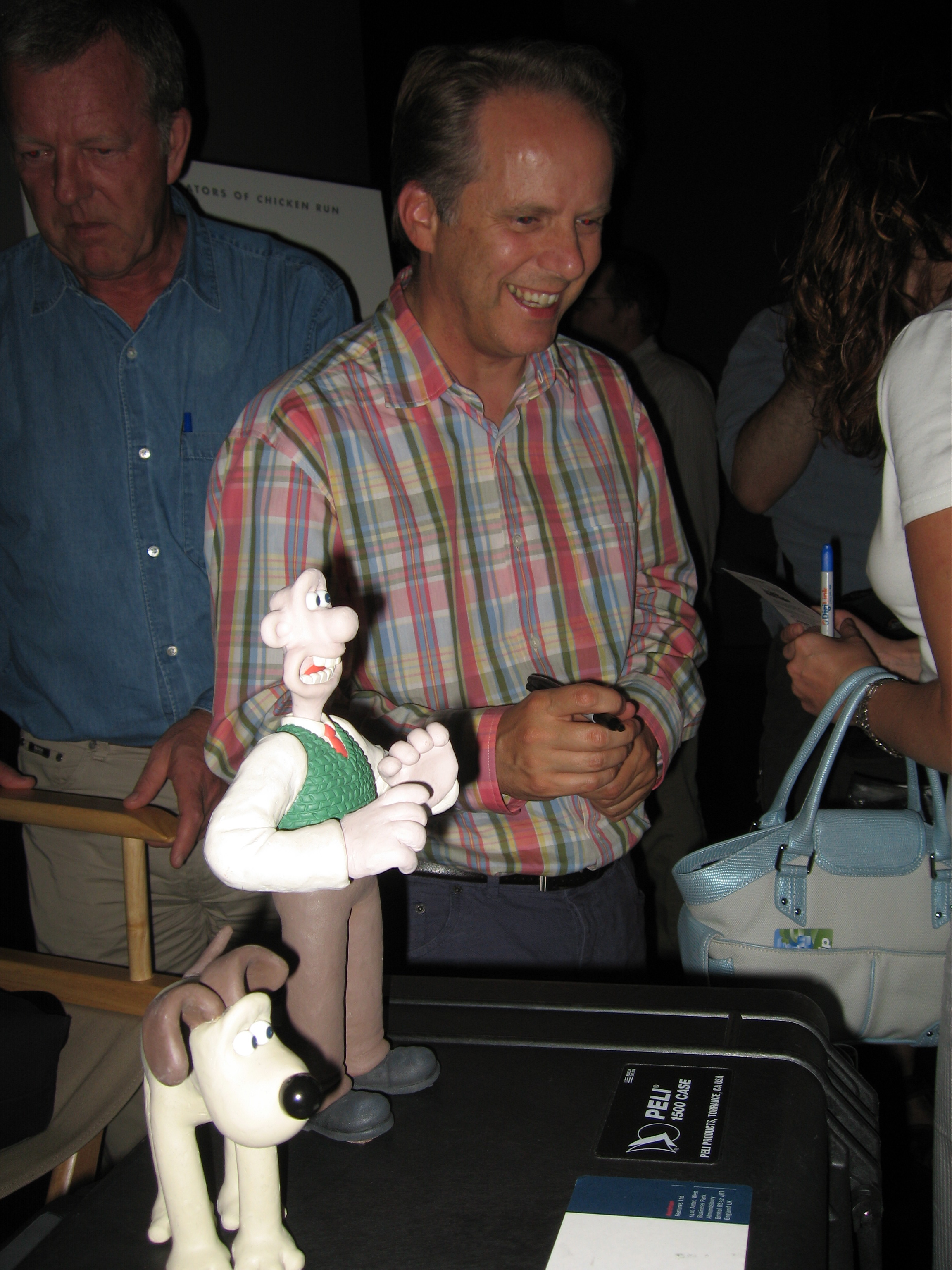
Nick Park amb les seves creacions.

Wallace i Gromit és una sèrie de comèdia britànica feta amb personatges modelats amb plastilina sobre esquelets de filferro i filmats amb la tècnica d'animació anomenada stop-motion, creada per Nick Park d'Aardman Animations. La sèrie consta de quatre curtmetratges i un llargmetratge, però ha generat nombrosos spin-offs i adaptacions televisives. La sèrie se centra en Wallace, un inventor bondadós, excèntric i amant del formatge; junt amb Gromit, un petit gos antropomòrfic silenciós, però lleial i intel·ligent. El primer curtmetratge, A Grand Day Out, es va acabar i es va fer públic l'any 1989. Wallace va ser originalment interpretat per l'actor Peter Sallis i més tard per Ben Whitehead. El Gromit és en gran part silenciós i es comunica només a través d'expressions facials i llenguatge corporal.
Degut a la seva gran popularitat, els personatges han estat descrits com a icones culturals internacionals tant de la cultura britànica moderna con del poble britànic en general. BBC News s'ha referit a ells com "algunes de les estrelles més conegudes i estimades del Regne Unit". Icons també s'ha referit a ells, dient que "han fet més per millorar la imatge dels anglesos a tot el món que qualsevol ambaixador designat oficialment". Tot i que la sèrie no està ambientada a cap ciutat en particular, Park ha insinuat que es va inspirar en el Wigan dels anys 50, al nord d'Anglaterra. L'accent del Wallace prové de "Holme Valley" West Yorkshire. Al Wallace li agrada el formatge de Wensleydale (North Yorkshire).
Les seves pel·lícules han rebut elogis per part de la crítica, amb els tres primers curtmetratges: A Grand Day Out (1989), The Wrong Trousers (1993) i A Close Shave (1995); tots retransmesos als Estats Units pel PBS (Public Broadcasting Service). El llargmetratge The Curse of the Were-Rabbit (2005) va rebre també un reconeixement similar i és la segona pel·lícula animada amb stop-motion amb major recaudació de la història, només superada per Chicken Run: Evasió a la granja, una altra creació de Park. També van guanyar el premi Peabody l'any 1995.
Els personatges de Wallace i Gromit encapçalen la recaudació de fons per a dues organitzacions benèfiques per nens: Wallace & Gromit's Children's Foundation, que recolza als hospitals per a nens de Regne Unit; i Wallace and Gromit's Gran Appeal, l'organització benèfica del Bristol Children's Hospital a Bristol, Anglaterra.

## Història
El primer curtmetratge, A Grand Day Out, va ser nominat per l'Acadèmia al millor curtmetratge d'animació l'any 1990, però va perdre davant Creature Comforts, una altra creació animada de Nick Park. Van seguir amb els curtmetratges The Wrong Trousers i A Close Shave. El llargmetratge The Curse of the Were-Rabbit va ser estrenat l'any 2005. Els tres últims mencionats, van guanyar premis de l'Acadèmia.
El gener de l'any 2007, un contracte de cinc pel·lícules amb DreamWorks Animation i Aardman Animations va fracassar després de fer només tres films a causa de diferències creatives; així com el fracàs de taquilla de Flushed Away. Més tard, Nick Park va dir que els executius de DreamWorks volien americanitzar als britànics Wallace i Gromit, la qual cosa els treia part del seu encant. El quart curtmetratge de Wallace i Gromit, A Matter of Loaf and Death, va ser la primera producció de park des del final de l'acord amb DreamWorks. Va ser el programa de televisió més vist a Regne Unit l'any 2008. A Matter of Loaf and Death va guanyar el premi BAFTA l'any 2009 i va ser nominat a un premi de l'Acadèmia l'any 2010. L'any 2013, Peter Lord va declarar que pel moment no hi havia plans per a fer un nou curtmetratge, i Nick Park va aninciar a l'any següent que tot i l'empitjorament de la salut de l'actor que posava veu a Wallace, Peter Sallis, hi havia la possibilitat de preveure futures pel·lícules comptant amb la disponibilitat de Ben Whitehead (serà qui posteriorment li posarà veu al personatge). Quan Ben estava a un event d'animació a Stuttgart (alemanya), el 4 de maig de 2017 Peter Lord va declarar que era probable que hi hagués més projectes amb els personatges. Peter Lord va dir: "quan el Nick no està dibuixant homes de les cavernes, està dibuixant a Wallace i Gromit... assumeixo absolutament que en farà una altra, però no una pel·lícula principal. Crec que va trobar que era massa. Crec que li agradava el format de mitja hora".
El Peter Sallis, la veu original del Wallace, va morir el 2 de juny de 2017 a l'edat de 96 anys. L'any 2018, Park va dir a Radio Times: "Sallis era una persona tan especial i amb qualitats tant úniques, serà difícil ocupar el seu lloc, però crec que ell voldría que continuéssim i jo tinc més idees de Wallace i Gromit". L'any 2019, Park va anunciar que s'estava desenvolupant un nou projecte: "no puc revelar massa perquè realment faria un spoiler, però és Wallace i Gromit fent les seves antigues pallassades".

## Personatges

### Wallace
Wallace viu al 62 del carrer West Wallaby (Wigan) amb el seu gos Gromit. Mai s'ha sabut el seu cognom. Normalment, vesteix amb una camisa blanca, pantalons marrons, armilla de llana verda i una corbata vermella. És un gran fan del formatge, especialment el Wensleydale.
Nick Park, el seu creador, va dir: "És una figura molt autònoma. Un home molt casolà a qui no li fa res viure aventures estranyes". Està vagament basat en el pare de Park. El personatge ha estat interpretat per Peter Sallis (fins al 2010) i Ben Whitehead (el 2009 i des del 2011).
El Wallace és un inventor incansable que crea artefactes els quals sovint no funcionen com ell voldria. L'aspecte d'aquests invents és similar a les il·lustracions dels caricaturistes W.Heath Robinson i Rube Goldberg, i Nick Park ha dit que tots els invents estan pensats en relació al principi d'utilitzar un "martell per trencar una nou". De tota manera, alguns dels artefactes estan basats en invents de la vida real; per exemple, el seu mètode per despertar-se al matí és un llit que es tomba i s'inclina, i així desperta a qui hi dormi, el qual és un que va ser presentat a la Gran Exhibició de 1851 per Theophilus Carter.
L'ofici oficial del wallace va variant. A The Close Shave, és un rentador de finestres. A The Curse of the Were-Rabbit, és el director d'un servei de control de plagues, mantenint les criatures capturades (gairebé totes són conills) al soterrani de casa seva. Al curtmetratge més recent, A Matter of Loaf and Death, és un forner. Si bé ha demostrat ser hàbil en els negocis que crea, sempre un defecte inesperat en els invents que utilitza per ajudar-se o la seva simple mala sort acaben suposant la seva ruina i enfonsament.
A la primera fotografia que es veu a The Curse of the Were-Rabbit, va revelar-se que una vegada antigament el Wallace tenia el cap ple de cabells i un bigoti molt gruixit. També, a una fotografia de la graduació de Gromit a Dogwarts, es veu com Wallace ja havia perdut la barba, però encara conservava una mica de pèl als laterals del cap, just per sobre de les orelles. A The Wrong Trousers, encara utilitza un assecador de cabells. A A Matter of Loaf and Death, en un moment que el Wallace està parlant amb el Gromit, es veu una imatge darrere del gos on es mostra al Wallace amb barba i cabell castany.
El Wallace ha tingut tres interessos amorosos. El primer va ser Wendolene Ramsbotton, el qual va acabar ràpidament quan ella li va dir que el formatge li produïa una erupció. El segon va ser Lady Tottington, a qui Wallace es refereix com a "Totty" a The Curse of the Were-Rabbit. Per útlim, a A Matter of Loaf and Death, Wallace es compromet amb Piella Bakewell, qui resulta ser una assassina en sèrie.

### Gromit
Gromit és un beagle, i és la mascota i millor amic del Wallace. És molt intel·ligent i es va graduar amb un doble grau d'enginyeria per gossos a la "Universitat Dogwarts" ("Dogwarts" és un joc de paraules amb "Hogwarts", l'escola de màgia dels llibres de Harry Potter). Li agrada teixir, llegir el diari, jugar a escacs, beure tè i cuinar. Els seus objectes més preuats són el seu despertador, un os, un raspall i una foto emmarcada on apareix amb en Wallace. És molt hàbil amb l'electrònica i un excel·lent pilot d'avió. Sovint, amenaça als dolents trobant els seus plans amb Wallace durant les seves aventures. A vegades, ignora les ordres de Wallace, com a A Close Shave i Shopper 13, on Wallace li ordena que es desfaci de Shaun, però no ho fa. El seu aniversari és el 12 de febrer; a The Wrong Trousers se'l veu encerclant la data a un calendari. 
"El Gromit mai diu ni una paraula, però mai hi ha existit un personatge tan expressiu (animat o no) que pogués formar part de la nostra pantalla" -- Dit a un article de la revista Empire, la qual col·locava al gos al primer lloc de la seva lilsta dels "50 millors personatges de pel·lícules animades". 
El Gromit no té una boca visible i s'expressa a través d'expressions facials i el llenguatge corporal. L'actor britànic Peter Hawkins era qui originalment li havia de donar veu al Gromit, però Park va abandonar la idea quan es va adonar que els pensaments i sentiments del personatge es podien conèixer-se a través del moviment, amb alguns sorolls canins en algunes ocasions. Molts crítics creuen que el silencia de Gromit el converteix en el perfecte home heterosexual, amb una expressivitat de pantomima que va generar comparacions amb Buster Keaton. A vegades fa sorolls propis de gos, com ara grunyits.
En general, els gustos de Gromit són més moderns que els de Wallace, i aquesta és una de les moltes maneres en què contrasten entre ells com a personatges. El Gromit sembla tenir un interès en la literatura enciclopèdica, clàssica i filosòfica, i en la cultura popular, incloent pel·lícules i música. "Electronics for Dogs" (electrònica per a gossos) ha estat un dels llibres preferits des de A Grand Day Out, i a les estanteries de llibres de The Wrong Trousers hi ha títols de llibres com: estels, ovelles, pinguins, cohets, ossos, estrelles... També llegeix "La República" de Pluto (un guiny al personatge de Disney, fent un joc de paraules amb els noms fent referència a Plató). Un altre llibre que llegeix és Crim i càstig, de "Fido Dogstoyevsky" (un altre joc de paraules amb Fyodor Dostoevsky). Les diverses possessions del personatge fan un extensiu ús de jocs de paraules: a A Matter of Loaf and Death hi ha "Pup Fiction" (Pulp Fiction), "The Dogfather" (The Godfather), "Where Beagles Dare" (Where Eagles Dare), "Bite Club" (Fight Club) i "The Bone identity" (The Bourne Identity), tots aquests mencionats apreixen com a llibres; també hi apareix "Citizien Canine" (Citizen Kane) com un poster de pel·lícula. També s'ha demostrat que el seu gust per la música inclou a Bach, "Poochini" (una obra de Puccini), "McFlea" (McFly), "The Beagles" (The Beatles) i "Red Hot Chili Puppies" (Red Hot Chili Peppers).
Gromit té un interès amorós a A Matter of Loaf and Death, quan s'acosta i es relaciona amb Fluffles, un "caniche". L'afecte entre ells és recíproc i la Fuffles s'uneix al Wallace i al Gromit a repartir pa al final de la pel·lícula i els tres condueixen cap al capvespre per fer una entrega, mentre sona la cançó "Puppy Love" (interpretada per "Doggy Osmond", referint-se realment al cantant americà Donny Osmond).
La NASA va nombrar amb el nom de Gromit un dels seus nous prototips de robots exploradors de Mart l'any 2005. L'1 d'abril de 2007, HMV va anunciar que el Gromit substituiria al Nipper (gos icona de la companyia) durant un període de 3 mesos, promocionant un DVD per a nens a les seves botigues de Regne Unit.

## Ubicació
Tot i que no s'ubica obertament la sèrie a cap ciutat en particular, Nick Park havia insinuat prèviament que el seu entorn estava inspirat en pensaments del Wigan de la dècada de 1950, reforçat per un "Wigan A-Z" que es mostra a la camioneta "Anti-Pesto" a The Curse of the Were-Rabbit. A The Wrong Trousers, el Gromit recull una carta a casa seva, adreçada al número 62 del carrer Wallaby Street, Wegan. La direcció inclou un codi postal (WG7 7FU) el qual, tot i que no coincideix amb cap carrer de Wigan, a més que els codis postals d'allà comencen amb les lletres WN. Aquesta direcció es pot veure a l'episodi "Shopper 13" de Cracking Contraptions.
L'accent del Wallace (interpretat pel Peter Sallis) prové del "Holme Valley" de West Yorkshire.
A l'episodi "The Soccamatic" de Cracking Contraptions, el Wallace li diu al Gromit: "que et sembla el meu llança-pilotes de Preston North End Football Club?". L'episodi fa referència a futbolistes famosos de la dècada de 1950 i 1960, incloent a Nobby Stiles (qui va jugar per Preston més endavant), Geoff Hurst i Stanley Matthews.
La qualitat nostàlgica del món de Wallace i Gromit s'ha comparat amb Beanotown de la dècada de 1950.

## Filmografia

### Filmografia principal
| Pel·lícula                   | Data d'estrena a Anglaterra | Director              | Guionistes                                     | Productor(s)                                                           |
| Curtmetratges                | Curtmetratges               | Curtmetratges         | Curtmetratges                                  | Curtmetratges                                                          |
| ---------------------------- | --------------------------- | --------------------- | ---------------------------------------------- | ---------------------------------------------------------------------- |
| A Grand Day Out              | 4 de novembre de 1989       | Nick Park             | Nick Park i Steve Rushton                      | Rob Copeland                                                           |
| The Wrong Trousers           | 26 de desembre de 1993      | Nick Park             | Nick Park, Bob Baker i Brian Sibley            | Christopher Moll                                                       |
| A Close Shave                | 24 de desembre de 1995      | Nick Park             | Bob Baker i Nick Park                          | Carla Shelley i Michael Rose                                           |
| A Matter of Loaf and Death   | 25 de desembre de 2008      | Nick Park             | Bob Baker i Nick Park                          | Steve Pegram                                                           |
| Llargmetratges               |                             |                       |                                                |                                                                        |
| The Curse of the Were-Rabbit | 14 d'octubre de 2005        | Nick Park i Steve Box | Steve Box, Nick Park, Bob Baker, i Mark Burton | Nick Park, Claire Jennings, Peter Lord, Carla Shelley i David Sproxton |

### Pel·lícules de Shaun the Sheep
| Pel·lícula                           | Data d'estrena a Anglaterra | Director(s)                   | Guionistes                                          | Història per...                                     | Productor(s)                 |
| Llargmetratges                       | Llargmetratges              | Llargmetratges                | Llargmetratges                                      | Llargmetratges                                      | Llargmetratges               |
| ------------------------------------ | --------------------------- | ----------------------------- | --------------------------------------------------- | --------------------------------------------------- | ---------------------------- |
| Shaun the Sheep Movie                | 6 de febrer de 2015         | Mark Burton i Richard Starzak | Mark Burton i Richard Starzak                       | Mark Burton i Richard Starzak                       | Paul Kewley i Julie Lockhart |
| A Shaun the Sheep Movie: Farmageddon | 18 d'octubre de 2019        | Will Becher i Richard Phelan  | Mark Burton i Jon Brown                             | Richard Starzak                                     | Paul Kewley                  |
| Curtmetratges                        |                             |                               |                                                     |                                                     |                              |
| Shaun the Sheep: The Farmer's Llamas | 26 de desembre de 2015      | Jay Grace                     | Nick Vincent Murphy, Lee Pressman i Richard Starzak | Nick Vincent Murphy, Lee Pressman i Richard Starzak | Paul Kewleyi John Woolley    |
| A Winter's Tale                      | 2021                        | Steve Cox                     |                                                     |                                                     |                              |

### Sèries de televisió
| Nom                                        | Emissió               | Emissió               | Series            | Episodis          |
| Nom                                        | Primera emissió       | Última emissió        | Series            | Episodis          |
| Series principals                          | Series principals     | Series principals     | Series principals | Series principals |
| ------------------------------------------ | --------------------- | --------------------- | ----------------- | ----------------- |
| Wallace and Gromit's Cracking Contraptions | 15 octubre 2002       | 15 octubre 2002       | 1                 | 10                |
| Wallace and Gromit's World of Invention    | 3 de novembre de 2010 | 8 de desembre de 2010 | 1                 | 6                 |
| Spin-offs                                  |                       |                       |                   |                   |
| Shaun the Sheep                            | 5 de març de 2007     | Present               | 6                 | 170               |
| Timmy Time                                 | 6 d'abril de 2009     | 13 de juliol de 2012  | 3                 | 78                |
| Shaun the Sheep 3D                         | 7 de març de 2012     | 13 de juny de 2012    | 1                 | 15                |
| Shaun The Sheep Championsheeps             | 2 de juliol de 2012   | 13 de juliol de 2012  | 1                 | 21                |

## Taquilla i recepció

### Rendiment de taquilla
| Pel·lícula                                                    | Pressupost  | Taquilla (en brut) | Taquilla (en brut) | Taquilla (en brut) | Referències          |
| Pel·lícula                                                    | Pressupost  | U.S i Canadà       | Altres territoris  | Mundialment        | Referències          |
| ------------------------------------------------------------- | ----------- | ------------------ | ------------------ | ------------------ | -------------------- |
| Wallace & Gromit: The Best of Aardman Animation (només a U.S) | $2 milions  | $1,002,002         | -                  | $1,002,002         | [ 30 ] [ 31 ] [ 32 ] |
| Wallace and Gromit: The Curse of the Were-Rabbit              | $30 milions | $56,068,547        | $138,000,274       | $194,111,171       | [ 33 ] [ 34 ] [ 35 ] |
| Shaun the Sheep Movie                                         | $25 milions | $19,375,982        | $86,833,396        | $106,209,378       | [ 36 ] [ 37 ]        |
| A Shaun the Sheep Movie: Farmageddon                          | TBA         | -                  | $43,091,796        | $43,091,796        | [ 38 ]               |
| Timmy's Cinema Adventure (només a UK)                         | TBA         | -                  | $74,665            | $74,665            | [ 39 ]               |
| Total                                                         | $57 milions | $66.4 milions      | $342.5 milions     | $419 milions       |                      |

### Recepció de la crítica i del públic
| Pel·lícula                           | Rotten Tomatoes     | Metacritic        | CinemaScore |
| ------------------------------------ | ------------------- | ----------------- | ----------- |
| A Grand Day Out                      | 100% (20 crítiques) |                   |             |
| The Wrong Trousers                   | 100% (26 crítiques) |                   |             |
| A Close Shave                        | 100% (20 crítiques) |                   |             |
| The Curse of the Were-Rabbit         | 95% (184 crítiques) | 87 (38 crítiques) | B+          |
| Shaun the Sheep Movie                | 99% (169 crítiques) | 81 (30 crítiques) | B+          |
| A Shaun the Sheep Movie: Farmageddon | 96% (74 crítiques)  | 79 (17 crítiques) |             |

## Producció

### Tècnicastop-motion
Les pel·lícules de Wallace i Gromit estan rodades fent servir la tècnica d'animació Stop-motion. Després d'un Guió il·lustrat detallat, una escenografia i models construïts amb plastilina, els films es roden per fotogrames, movent lleugerament els models dels personatges per així donar la impressió de moviment a la pel·lícula final. Igual que altres tècniques d'animació, l'animació en stop-motion de Wallace i Gromite a vegades duplica fotogrames si hi ha poc moviment, i en escenes d'acció vegades s'utilitzen exposicions múltiples per fotograma per produir un fals desenfoc de moviment. Atès que un segon de pel·lícula està construït per 24 fotogrames separats, fins i tot una pel·lícula curta de mitja hora com A Close Shave requereix molt temps per animar-la. La velocitat d'animació d'una pel·lícula de Wallace i Gromit està determinada per aproximadament 30 fotogrames per dia que fa cada animador. El llargmetratge de The Curse of the Were-Rabbit va trigar un total de 15 mesos en realitzar-se.
Alguns efectes, concretament el foc, el fum i els conills flotants a The Curse of the Were-Rabibit, van resultar impossibles de crear en stop-motion i van ser renderitzats per especialistes en animació per ordinador, MPC (Moving Picture Company), una companyia britànica de producció i efectes visuals. MPC van estudiar el set durant tres mesos per a poder crear una animació similar a la de la plastilina per a que coincidís amb la producció fet en stop-motion. Posant molta atenció a tots els detalls, MPC va poder fer que els conillets animats es barregessin amb els de plastilina. Va ajudar a millorar aquest efecte el fet d'agregar imperfeccions com empremtes dactilars junt a amb la textura dels conills animats. La col·laboració d'MPC va donar com a resultat més de 700 efectes per ajudar a que tot de la pel·lícula coincidís i estigués unit de manera homogènia.
La majoria dels models van ser destrossats a l'incendi d'Aarman Studio l'any 2005, però el set de A Matter of Loaf and Death està actualment en exhibició al centre de ciències de Bristol. El decorat i diversos accessoris del museu que apareixen a The Wrong Trousers també van sobreviure, ja que abans que tingués lloc l'incendi ja es trobaven al Museu Nacional de Ciència i Mitjans a Bradford, West Yorkshire.

### Música
La música que apareix a cada pel·lícula va ser escrita pel compositor britànic Julian Nott. La cançó principal es va utilitzar per despertar els astronautes a bord de la missió del transbordador espacial STS-132 el maig de 2010. També s'ha suggerit a la ràdio BBC que la canço hauria de convertir-se en l'himne dels seguidors i aficionats del futbol d'Anglaterra, en comptes del tema principal de The Great Escape.

## Altres mitjans

### Videojocs
Es va llançar un joc en format de CD-ROM interactiu l'any 1996; està fet per ordinadors i es diu Wallace & Gromit Fun Pack, i conté tres videojocs basats en els tres curts animats originals, així com breus videoclips. Un altre programa del Fun Pack (customitzador), contenia fons de pantalla, pantalles de bloqueig i sons que es podien assignar a sons del sistema. L'any 2000 es va llançar una seqüela, "Fun Pack 2", amb els gràfics millorats i dos nous jocs, així com una nova versió del Great Train Game.
Els personatges es van associar amb un resum quinzenal de 144 números anomenats Tecno Quest, publicat per Eaglemoss Publications a partir de 1997. Va ser dissenyat per a que els nens i nenes s'interessessin per la ciència i la tecnologia.
El 1997 es va llançar al mercat un videojoc animat de salvapantalles titulat Wallace & Gromit Cracking Animator. Els jocs de salvapantalles van ser creats per Dibase. Els jugadors podien crear les seves pròpies animacions multimèdia mitjançant la recopilació d'elements com efectes de so, decorats, personatges i accessoris. Els jugadors també podien manipular els moviments facials dels personatges per així sincronitzar les seves expressions amb el diàleg. Per acabar, podien optar per utilitzar la seva creació com a salvapantalles o bé escollir-ne un dels salvapantalles ja prefabricats. El manual es pot trobar a la Biblioteca Britànica. Tot i això, el diari Boston Herald va puntuar-lo amb 2.5 estrelles, assenyalant que la creativitat era limitada.
El setembre de 2003, Wallace & Gromit al Project Zoo va ser llançat per a la PlayStation 2, Xbox, Nintendo GameCube i Microsoft Windows. La història del videojoc tracta a la parella (Wallace i Gromit) enfrontar-se al pingüí Feathers McGraw (personatge de The Wrong Trousers). El personatge, obsessionat amb els diamants, escapa del recinte de pingüins del zoològic de West Wallaby, on va ser empresonat al final del film; al videojoc s'apodera de tot el zoològic, segresta a animals joves i obliga als pares d'aquests a treballar per ell, ajudant-lo a convertir el zoològic en una mina de diamants. Wallace i Gromit, mentrestant, han adoptat a l'Archie, un dels ossos polars bebès del zoològic. Quan van a visitar el zoològic per celebrar el seu aniversari, se'l troben tancat. Aleshores, fan uns invents a casa i es preparen per embarcar-se en una altra aventura. S'amaguen dins un pingüí de fusta gegant, s'infiltren al zoològic i es dediquen a rescatar els animals. L'any 2005, es va llançar un videojoc de The Curse of The Were-Rabbit per a PlayStation 2 i Xbox, seguint la trama de la pel·lícula, on Wallace i Gromit treballen com a caçadors de feristel·les, protegint els horts dels clients dels conills, fent servir una "BunGun" com a arma. Al joc per al Project Zoo, els jugadors només controlen exclusivament a Gromit, i Wallace funciona com un personatge ajudant que realment no juga. En canvi, a The Curse of the Were-Rabbit, el joc canvia i s'inclou el joc cooperatiu entre els dos jugadors. Ambdós jocs van ser desenvolupats per l'empresa birtànica Frontier Developments amb l'ajuda d'Aardman Animations, amb Peter Sallis reprenent el seu paper de Wallace. Project Zoo va ser publicat per l'editor de videojocs BAM! Entertainment, mentres que The Curse of the Were-Rabbit va ser publicat per Konami.
El juliol de 2008, l'empresa desenvolupadora i distribuidora de videojocs Teltltale Games, va anunciar una nova sèrie de videojocs episòdics basats en els personatges; el videojoc es deia Wallace & Gromit's Grand Adventures. El primer episodi de Grand Adventures, "Fright of the Bumblebees", va ser llançat el 23 de març de 2009. El segon episodi, "The Last Resort", va ser llançat el 5 de maig de 2009. Dos episodis més, "Muzzled" i "The Bogey Man", es vn llançar a finals de 2009. Els quatre episodis es van estrenar de manera separada a Xbox Live i a Xbox 360.

#### Llista de videojocs
| Títol                                                                   | Data d'estrena                  | Plataforma o consola                             |  |
| Sèries principals                                                       | Sèries principals               | Sèries principals                                |  |
| ----------------------------------------------------------------------- | ------------------------------- | ------------------------------------------------ |  |
| Project Zoo                                                             | 3 d'octubre de 2003             | PlayStation 2, GameCube, Xbox, Microsoft Windows |  |
| The Curse of the Were-Rabbit                                            | 7 d'octubre de 2005             | PlayStation 2, Xbox, Mobile                      |  |
| Wallace & Gromit's Grand Adventures Episode 1: Fright of the Bumblebees | 23 de març de 2009              | PC, Xbox 360                                     |  |
| Wallace & Gromit's Grand Adventures Episode 2: The Last Resort          | 5 de maig de 2009               | PC, X360, iOS                                    |  |
| Wallace & Gromit's Grand Adventures Episode 3: Muzzled!                 | 15 de juny de 2009              | PC, X360                                         |  |
| Wallace & Gromit's Grand Adventures Episode 4: The Bogey Man            | 30 de juliol de 2009            | PC, X360                                         |  |
| Wallace & Gromit The Big Fix up                                         | properament el desembre de 2020 | iOS                                              |  |
| Sèries Shaun the Sheep                                                  |                                 |                                                  |  |
| Shaun the Sheep                                                         | 26 de setembre de 2008          | Nintendo DS                                      |  |
| Off His Head                                                            | 23 d'octubre de 2009            | Nintendo DS                                      |  |
| Home Sheep Home                                                         | per confirmar                   | iOS                                              |  |
| Home Sheep Home 2                                                       | desembre 2020                   | iOS                                              |  |
| Shaun's Mossy Mole Mischief                                             | juny de 2016                    | Wii U, Nintendo 3DS                              |  |
| Home Sheep Home: Farmageddon Party Edition                              | octubre de 2019                 | Nintendo Switch                                  |  |
| untitled The Sandbox game                                               | per confirmar                   | ios, Android                                     |  |
| Sèries Timmy Time                                                       |                                 |                                                  |  |
| Timmy Time                                                              | 7 de juliol de 2012             | Nintendo 3DS                                     |  |

### Còmic
L'editorial britànica Titan Magazines va començar a produir un còmic mensual de Wallace i Gromit després del debut de Curse of the Were-Rabbit. Els personatges encara portaven la caravana "Anti-pesto", i també hi apareixien personatges com Shaun o Feathers McGraw.
Els dos personatges també van aparèixer al còmic mensual de BeanoMAX fins que va tancar el juny de 2013; aleshores, van començar a aparèixer cada quatre setmanes a The Beano. En gran manera també apareixen a "Aardmag", la revista en línia gratuïta que compta amb el recolzament d'Aardman Animations, tot i no ser una revista oficial. Nick Park va editar com a convidat l'edició del 70è aniversari del setmanari The Beano i és per aquest motiu que l'edició contenia nombroses referències a Wallace i Gromit.
El 17 de maig de 2010, van començar a aparèixer diàriament a The Sun. Les publicacions s'atribueixen a Titan i Aardman, amb guions escrits per Richy Chandler, Robert Etherington, Mike Garley, Ned Hartley, Rik Hoskin, David Leach, Luke Paton, JP Rutter, Rona Simpson i Gordon Volke. La direcció d'art la van fer la Sylvia Bennion, Jay Clarke, Jimmy Hansen, Viv Heath, Mychailo Kazybird i Brian Williamson. El 8 d'octubre de 2013 es va publicar una novel·la gràfica que va recopilar les 311 tires diàries, i el 4 de novembre es va publicar un segon volum. També, es va llançar un tercer volum el 25 de març de 2015; i un quart volum es va llançar el 9 de setembre de 2015.

#### Llista de còmics.
Això és una llista dinàmica. Es pot ajudar afegint elements faltants amb fonts fiables.
| Número | Títol              | Editor              | Duració      | Publicacions |
| ------ | ------------------ | ------------------- | ------------ | ------------ |
| 1      | Wallace and Gromit | Titan Magazines     | 2005–07      | 26           |
| 2      | Shaun The Sheep    | Titan Magazines     | 2007–09      | 26           |
| 3      | Wallace & Gromit   | D. C. Thomson & Co. | 2013–present | N/A          |
| 4      | Wallace and Gromit | The Sun             | 2010-11      | 311          |

### Teatre
El novembre de 1997, els personatges van aparèixer a una obra de teatre anomenada Wallace and Gromit Alive on Stage in a Grand Night Out.

## Aparicions promocionals
El 2003, Aardman Animations va produir un anunci comercial per a Renault, protagonitzat per Wallace i Gromit. L'anunci es va projectar abans de diversos films existosos a taquilla durant l'estiu als principals cinemes britànics. L'anunci, titulat "The Kangoo-matic", va ser el primer que van protagonitzar Wallace i Gromit. Més tard, Wallace i Gromit van protagonitzar també anuncis per a les torradetes ("crackers") de la marca britànica Jacob's, també per a proveeidors de menjars energètics com Npower i begudes de PG Tips.
També se'ls va utilitzar per a promocionar una botiga de roba de la marca Harvey Nichols que va obrir a Bristol (localització on també es troba Aardman), l'any 2008. A les imatges se'ls mostra a ells i a la Lady Tottington (del film The Curse of the Were-Rabbit) vestits amb roba i articles del dissenyador. També se'ls va utilitzar per evitar que una fàbrica de formatge Wensleydale tanqués a causa de dificultats econòmiques; la idea d'utilitzar a Wallace i Gromit per salvar la fàbrica se li va acudir a un dels membres del personal, ja que és un dels formatges preferits de Wallace.
El 28 de març de 2009, el Museu de la Ciència de Londres va inaugurar una exposició anomenada "Wallace & Gromit present a world of cracking ideas" (traduït significa Wallace i Gromit presenten un món d'idees genials). Estava orientada a famílies i va romandre oberta fins l'1 de novembe de 2009, amb l'objectiu d'inspirar als nens i nenes a ser creatius i fer invencions i ginys. Els dos personatges van aparèixer a molts vídeos exclusius de l'exhibició, així com en el vídeo mateix que anunciava la seva inauguració.
El desembre de 2010, al programa de ràdio Desert Island Discs, Nick Park va anunciar que estava treballant amb el parc d'atraccions Pleasure Beach Blackpool per a construir un parc temàtic basat en els personatges. Així ho van fer, l'any 2013 es va obrir la secció temàtica de Wallace i Gromit al Pleasure Beach Blackpool.
Wallace i Gromit també van aparèixer en un vídeo especial d'1 minut per al Jubileu de Diamant d'Elisabet II, anomenat "Jubilee Bunt-a-thon".
El 2012, els personatges van aparèixer en un anunci que deia "Inventing for Britain", el qual formava part d'una campanya de cartells per a promoure el comerç i negocis britànics durant l'any que el país va hospedar els Jocs Olímpics.
L'agost de 2012, van presentar una edició a la secció de promocions de The BBC Proms, fent promoció de la vintena temporada, anomenada "Wallace & Gromit's Musical Marvels". Degut a la seva popularitat, Wallace & Gromit's Musical Marvels es va convertir un en un espectacle en gira durant el 2013. Es va estrenar al recinte per esdeveniments "The Plenary", a Melbourne (Austràlia) el 9 de febrer de 2013. Durant el 2013 es va interpretar a moltes altres localitzacions, amb el film "A matter of Loaf and Death" projectat a cada actuació.
Durant 2013 i 2014, la parella va aparèixer a una campanya de televisió, premsa i cinema a nivell nacional que promovia una directiva del govern britànic: "les vacances a casa són genials"; la campanya es va anomenar "Wallace & Gromit's Great UK Adventure"
El 2018, van fer una aparició a l'especial de ITV Central, "We are most amused and amazed" (que significa "estem divertits i sorpresos") pel setantè aniversari de Carles, Príncep de Gal·les.
El desembre de 2019, van aparèixer a un anunci de DFS per celebrar el seu 30è aniversari. Helena Bonham-Carter va repetir el seu paper de Lady Tottington, però amb un nou diàleg per a l'anunci.

## Caritat
Wallace i Gromit també ha estat destinat a la recaudació de fons per a dues organitzacions benèfiques per a nens: Wallace & Gromit's Children's Foundation, la qual ajuda als hospitals per a nens de Regne Unit; i l'altra organització és Wallace and Gromit's Grand Appeal, la fundació de l'hospital de nens de Bristol. El mes de juliol de l'any 2013, es van distribuir 80 escultures gegants del Gromit decorades amb fibra de vidre per tot Bristol, com a part d'un projecte per a recaptar diners per a la caritat. El projecte es diu "Gromit Unleashed", i les escultures van ser decorades per una gran varietat d'artistes i celebritats, incloent a l'actiu Joanna Lumley, a Peter Blake, a Trevor Baylis i a Jools Holland. Un projecte similar fet per Shaun the Sheep va tenir lloc l'any 2015, i es va anomenar "Shaun in the City" (Shaun a la ciutat). També, un tercer projecte va tenir lloc l'any 2018, anomenat "Gromit Unleashed 2", també amb el Wallace i Shaun. Per acabar, durant el 2020 al centre comercial de Cribbs Causaway hi figuraran 15 escultures del Wallace, del Gromit, del Shaun i del pingüí Feathers.

## Spin-offs

### Shaun the Sheep (2007-Present)
L'any 2007, es va crear una sèrie derivada a Wallace i Gromit, anomenada Shaun the Sheep. Està basada en el personatge de Shaun, el qual va ser presentat per primera vegada l'any 1995 a The Close Shave. A la sèrie, Shaun viu amb el seu ramat d'ovelles a "Mossy Bottom Farm", una petita granja tradicional del nord d'Anglaterra. A cada episodi Shaun intenta fer emocionant la seva mundana i avorrida vida, de manera que es converteix en una fantàstica escapada a l'estil d'una comèdia Sitcom, la majoria de vegades a causa de la seva fascinació per les activitats i dispositius humans. En general, sempre entren en conflicte amb Blitzer, el gos pastor de la granja, mentre simultàniament també intenten evitar que el granger els descobreixi. Després de l'èxit de la sèrie, es van fer dos curtmetratges d'1 minut anomenats "Mossy Bottom Shorts" i "Championsheeps", seguides d'un especial de televisió anomenat "The Framer's Llamas" (2015) i dos llargmetratges: Shaun the Sheep Movie (2015); i A Shaun the Sheep Movie: Farmageddon.

### Timmy Time (2009-2012)
L'any 2009, es va crear una sèrie derivada de Shaun the Sheep anomenat Timmy Time, centrat amb el personatge que dona lloc a la sèrie. A la sèrie, el Timmy i els seus amics han d'aprendre a compartir, fer amics i acceptar els seus errors. Estan supervisats per dos professors, Harriet (una garsa) i Osbourne (un mussol). El programa està orientat a nens d'edat preescolar.

## Altres curts
- The Soccamatic
- The Tellyscope
- The Auto Chef
- The Snoozatron
- The Turbo Diner
- The Bully Proof Vest
- The 525 Crackervac
- A Christmas Cardomatic
- The Snowmanotron
- Shopper 13